# Vem är du, Mamma Mu?
Vem är du, Mamma Mu? är en svensk animerad familjefilm från 2023. Filmen är regisserad av Christian Ryltenius, med manus skrivet av Peter Arrhenius. Det är en uppföljare till filmen Mamma Mu hittar hem från 2022 och den tredje filmen om makarna Jujja och Tomas Wieslanders två bokkaraktärer Mamma Mu och Kråkan.
Filmen hade biopremiär i Sverige den 25 augusti 2023, utgiven av SF Studios.

## Rollista
- Johan Ulveson – Kråkan
- Rachel Mohlin – Mamma Mu
- Mattias Knave – älgar
- Tomas Tivemark – bonden
- Lo Ericsson – Lina
- August Tivemark – Lillebror
- Li Hagman Schmalenbach – bondfrun